# Школа за оштећене слухом-наглуве „Стефан Дечански”
Школа за оштећене слухом-наглуве „Стефан Дечански” је основна и средња школа основана 1896. године. Налази се у општини Савски венац у Београду, улици Светозара Марковића 85.

## Опште информације
Школа се развила из Завода за глувонему децу који је деловао под окриљем Друштва „Краљ Дечански“ (1896/97). Кроз историју је више пута мењала име и локацију, али увек била за образовање и васпитање младих са оштећеним слухом.
Од 2000. године ради на рехабилитацији деце са кохлеарним имплантом. Ученици средње школе уписују смерове у трајању од 3 и 4 године.
У оквиру школе постоје смерови као што су : машинство и обрада метала, текстилство и кожарство, делатност личних услуга, хемија, неметали и графичарство, пољопривреда, производња и прерада хране.
Носи име по Стефану Дечанском, краљу Србије из породице Немањића.